# Élection présidentielle américaine de 1992 au Minnesota
L'élection présidentielle américaine de 1992 au Minnesota a eu lieu le 3 novembre 1992, dans le cadre de l'élection présidentielle américaine de 1992. Les électeurs ont choisi dix représentants, ou grands électeurs, pour le Collège électoral, qui ont voté pour le président et le vice-président.
Le Minnesota a été remporté par le gouverneur de l'Arkansas Bill Clinton avec 43,48 % des voix contre le président sortant George H. W. Bush, qui a obtenu 31,85 %, soit un écart de 11,63 %. L'homme d'affaires Ross Perot est arrivé en troisième position avec 23,96 % des voix. Clinton a finalement remporté le vote national, battant le président sortant Bush.

## Contexte
En 1992, les États-Unis étaient en proie à des défis économiques importants, notamment une récession qui avait érodé la popularité du président sortant, George H. W. Bush. Cette élection a vu l’entrée en scène de Bill Clinton, gouverneur de l’Arkansas et candidat démocrate, ainsi que de Ross Perot, un homme d'affaires indépendant qui a capté l'attention du public avec un message centré sur la réforme économique et la réduction du déficit.
Le Minnesota, traditionnellement un bastion démocrate, avait soutenu les candidats du Parti démocrate lors de neuf des dix précédentes élections présidentielles. La présence d'un candidat indépendant fort comme Ross Perot a ajouté une nouvelle variable aux calculs électoraux.

## Primaires
Le 7 avril 1992 a marqué la première primaire présidentielle dans le Minnesota depuis 1956. Clinton a obtenu une pluralité des voix lors de la primaire démocrate, et Bush a remporté largement la primaire républicaine.

## Résultats
| Inscrits                 | Inscrits                 | Inscrits                 | 3 187 255 |             |  |  |
| Abstentions              | Abstentions              | Abstentions              | 831 459   | 26,09 %     |  |  |
| Votants                  | Votants                  | Votants                  | 2 355 796 | 73,91 %     |  |  |
|                          |                          |                          |           |             |  |  |
| Bulletins enregistrés    | Bulletins enregistrés    | Bulletins enregistrés    | 2 355 796 |             |  |  |
| Bulletins blancs ou nuls | Bulletins blancs ou nuls | Bulletins blancs ou nuls | 7 848     | 0,33 %      |  |  |
| Suffrages exprimés       | Suffrages exprimés       | Suffrages exprimés       | 2 347 948 | 99,67 %     |  |  |
|                          |                          |                          |           |             |  |  |
|                          | Candidat                 | Parti                    | Suffrages | Pourcentage |  |  |
|                          | Bill Clinton             | Parti démocrate          | 1 020 997 | 43,48 %     |  |  |
|                          | George H. W. Bush        | Parti républicain        | 747 841   | 31,85 %     |  |  |
|                          | Ross Perot               | Sans étiquette           | 562 506   | 23,96 %     |  |  |
|                          | Andre Marrou (en)        | Parti libertarien        | 3 374     | 0,14 %      |  |  |
|                          | Autres candidats         | -                        | 13 230    | 0,56 %      |  |  |

## Analyse
Le Minnesota a confirmé son inclination pour les candidats démocrates en 1992. Les zones urbaines comme Minneapolis et Saint Paul ont voté massivement pour Clinton, tandis que les régions rurales ont montré une certaine ouverture à Ross Perot, attirées par son discours économique direct.
Le résultat de Perot, bien qu'il n'ait remporté aucun vote électoral, a été remarquable. Ses presque 24 % des suffrages dans le Minnesota démontrent une frustration importante envers les deux principaux partis, une tendance qui a influencé la politique américaine dans les décennies suivantes.